# Carlos Gallegos
Pour les articles homonymes, voir Gallegos.
Carlos Gallegos est un poète argentin. Il réside à Ituzaingó.
L'année 2002 marque les débuts littéraires de Carlos Gallegos avec la publication de son premier ouvrage poétique, Otras realidades.
Les œuvres de l'auteur ont été diffusées au Chili grâce aux Ediciones Periféricas. Cette maison d'édition a contribué à la publication de ses titres Animales sueltos y otros males, Dios me dio la bendición de ser ateo et Vivir de la basura.

## Recueils de poésie
- 2002 - Otras realidades
- 2010 - Hospital psiquiátrico
- 2012 - Hospital Público
- 2013 - Dios me dio la bendición de ser ateo
- 2014 - Animales sueltos y otros males
- 2015 - Autorretratos
- 2018 - Vida de perros
- 2018 - Conurbano Polaroid
- 2019 - Barrio, planta alta sin revoques
- Apagón, un informe de situación
- Vivir de la basura
- Crónicas del desamparo